# アンフィールド
アンフィールド（Anfield）は、イングランド・リヴァプールのサッカー専用スタジアムである。リヴァプールFCのホームスタジアムとして使用されている。

## 概要

### 歴史
1884年、エヴァートンFCのホーム・スタジアムとして建設。1892年、クラブ経営陣の内紛によりエヴァートンがグディソン・パークにホーム・スタジアムを移した後、このスタジアムをホーム・スタジアムとすべく新たに設立されたのがリヴァプールFCである。その後、現在に至るまで何度も大規模な改装を重ねている。現在のところUEFAの4つ星認定スタジアムである。UEFAヨーロッパリーグ決勝戦までは開催可能であるが、UEFA欧州選手権とUEFAチャンピオンズリーグの決勝戦は開催できない。

### ペイズリー門とシャンクリー門
アンフィールド・スタジアムには二つの門があり、それぞれリヴァプールFCの歴史上最も輝かしい成績を残した二人の監督の名前から「ペイズリー門」「シャンクリー門」と名付けられている。「シャンクリー門」にはリヴァプール・サポーターの愛唱歌である「You'll never walk alone」が掲げられている。また場内にはビル・シャンクリーの像も建てられている。

### THIS IS ANFIELD
選手がピッチに入場する際に通過するプレイヤーズ・トンネルの入口には「THIS IS ANFIELD」と書かれた飾り板が嵌め込まれている。これはビル・シャンクリーの発案によるもので、シャンクリーによれば「我々の選手たちに、自分たちが誰の為に戦っているのかを思い出させるためのものであり、同時に相手方チームに対しては、彼らが誰を相手に戦うことになるのか知らしめるためのものでもある」とのこと。

### ヒルズボロの悲劇の祈念碑
またスタジアムの一角にはヒルズボロの悲劇で亡くなった人々の祈念碑が建てられており、ホーム、アウェーを問わずこのスタジアムを訪れたサッカー・ファンが祈りを捧げる場所となっている。

### You'll Never Walk Alone
選手入場直前と試合終了直前にはリヴァプール・サポーターによるYou'll Never Walk Aloneの大合唱が響きわたることでも有名である。選手入場前の合唱はSRによるレコード演奏がきっかけとなるが、サビの部分ではレコード演奏はミキサーでカットされ、サポーターの声のみとなる（しかしスタジアム中の音圧は最大となる）。チャンピオンズリーグの決勝トーナメントなどのビッグ・ゲームではこの大合唱が何度となく繰り返され、SRによるチャンピオンズリーグ・アンセムは殆ど聞こえない。
一方、試合終了直前の合唱は自然発生によるもので、レコード演奏は使用されない。

## 移転・拡張計画
上述のようにアンフィールド・スタジアムはUEFAレーティングでは5つ星ではない。これは収容観客数が5万人未満の為とピッチサイズが国際標準規格から外れている為である。しかし現在の敷地でこれ以上の拡張は不可能でもあり、リヴァプールFCは2012年までにアンフィールド・スタジアムからスタンリー・パーク・スタジアム(The New Anfield)に移転することが決定されていた（奇遇ではあるがスタンリー・パークはアンフィールド・スタジアムに来る前のエヴァートンFCのホーム・グラウンドが存在した場所である）。
アンフィールド・スタジアムはリヴァプールFCが転出した後、スタンド部分を取り壊し、ピッチ部分は記念公園として整備されることになっていた。これは、アンフィールド・スタジアムのピッチにはリヴァプールFCのサポーターたちの遺灰が数多く撒かれている（その中にはヒルズボロの悲劇の犠牲者の遺灰も含まれている）、文字通りの意味での聖地でもあるという事情故である。
しかし、資金難から新スタジアムの建設は凍結されていた。その後、2012年10月にアンフィールド周辺の住宅地を買い取り、収容人数を4万5000人から6万人に拡張する計画を発表した。
2014年12月5日、アンフィールドの拡張に関する概要を発表した。クラブ公式HPが伝えている。

## 評価
2007年に老舗の不動産会社「ドライバーズ・ジョナス」が行った「イギリス国民が選ぶヨーロッパで最も雰囲気の良いサッカー・スタジアム」という調査では、アンフィールドが堂々の1位に輝いている。2位以下はセルティック・パーク、フラットン・パーク、カンプ・ノウ、セント・ジェームズ・パークの順。

## 重要な試合

### UEFA EURO '96
- 6月11日：グループC -  イタリア 2-1 ロシア
- 6月14日：グループC -  チェコ 2-1 イタリア
- 6月19日：グループC -  ロシア 3-3 チェコ
- 6月22日：準々決勝 -  オランダ 0-0(PK,4-5) フランス

## アクセス
- 鉄道
  - 国鉄 ウェスト・コースト本線リヴァプール・ライム・ストリート駅より徒歩で15分、バスで3分

## ギャラリー

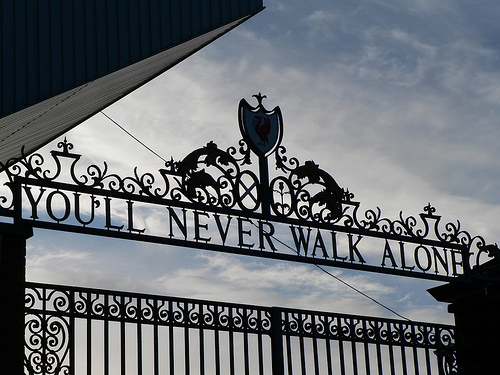
シャンクリー門に掲げられた合言葉
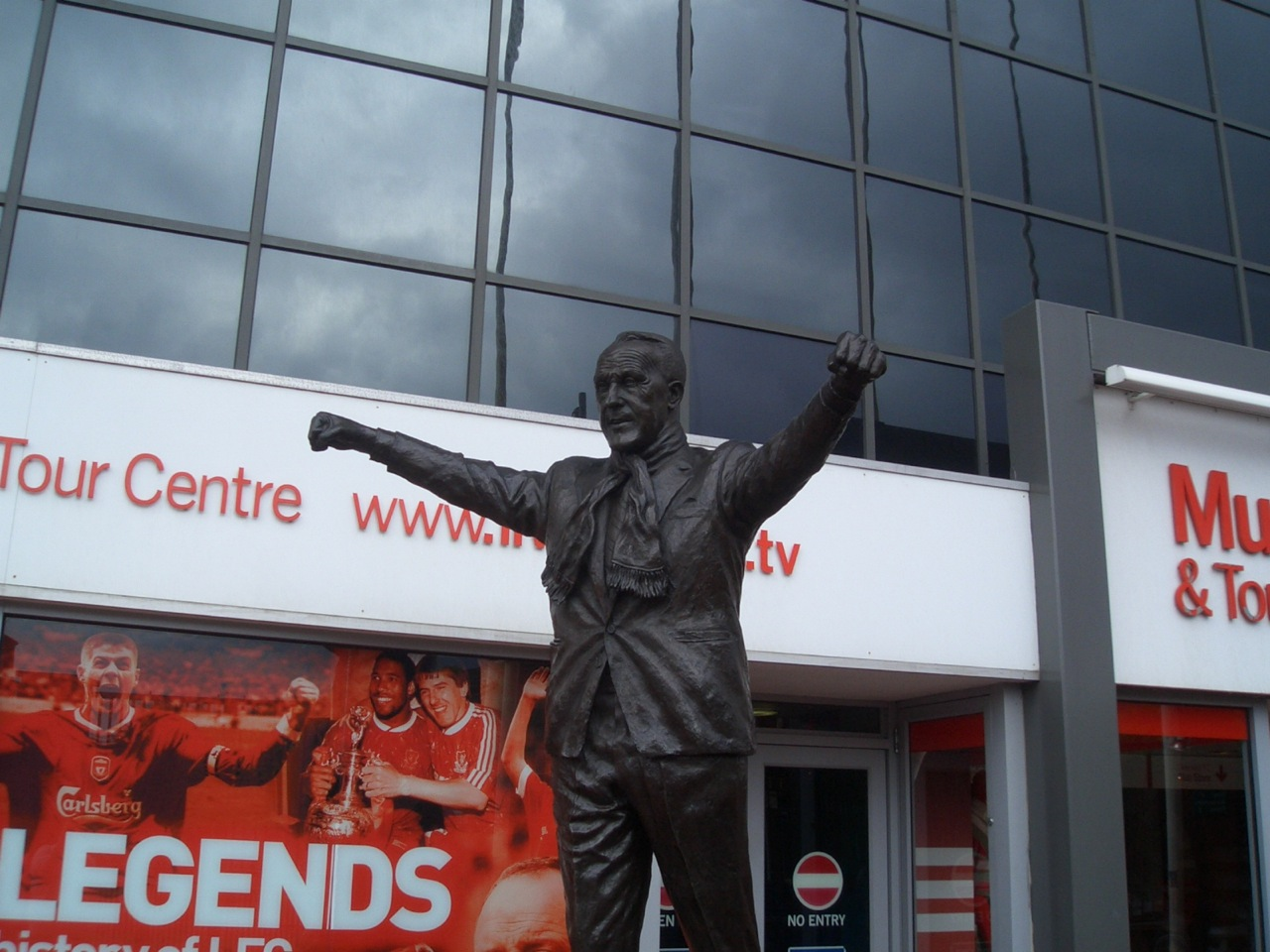
ビル・シャンクリーの銅像
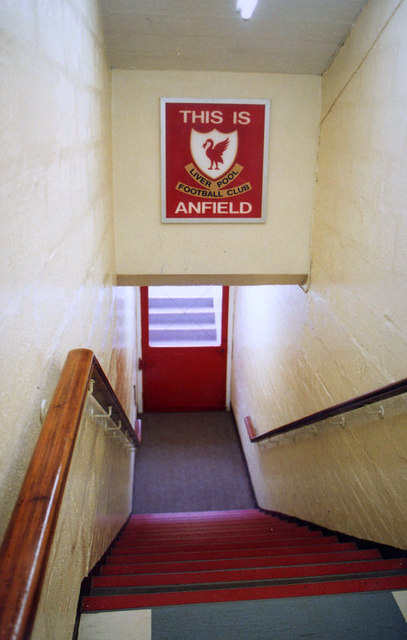
プレイヤーズ・トンネル
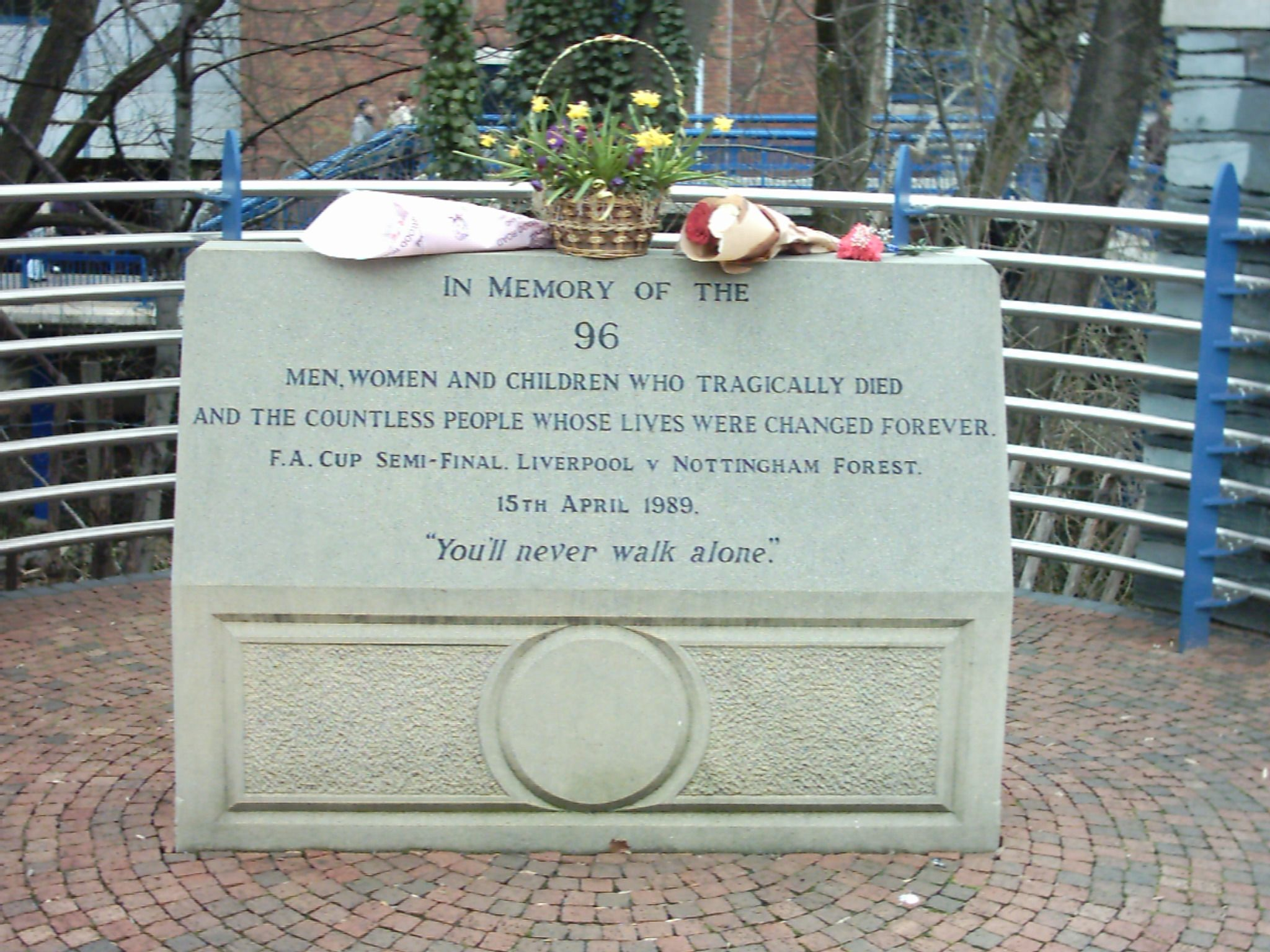
スタジアム内にあるヒルズボロの悲劇の祈念碑。銘は「悲劇的な死を迎えた96人の男女そして子供たちと、その人生を決定的に変えられてしまった無数の人々のことを忘れない為に。」
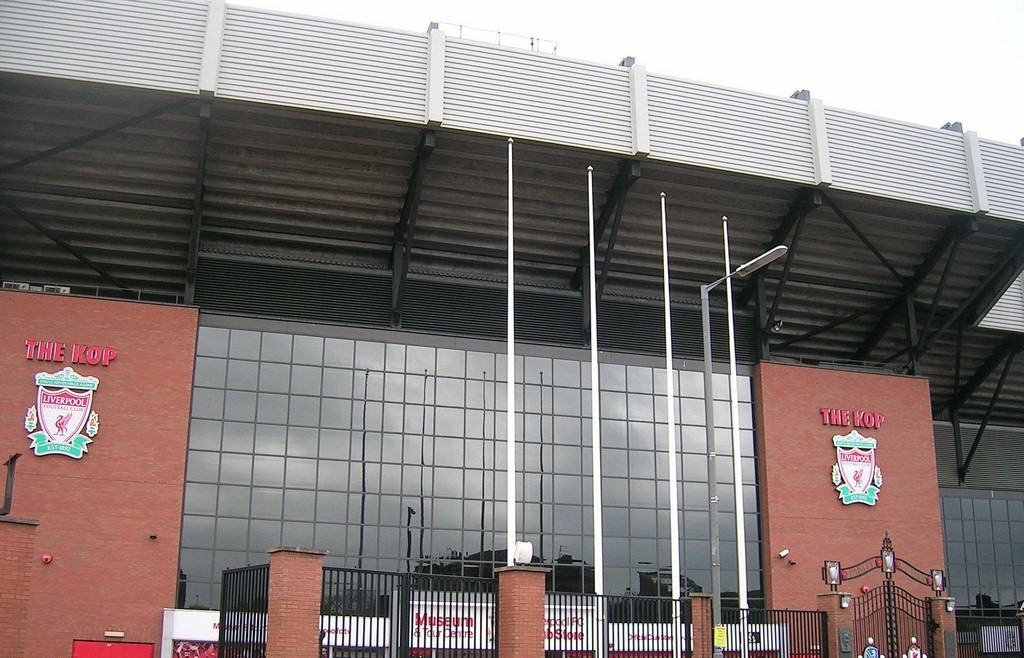
外観
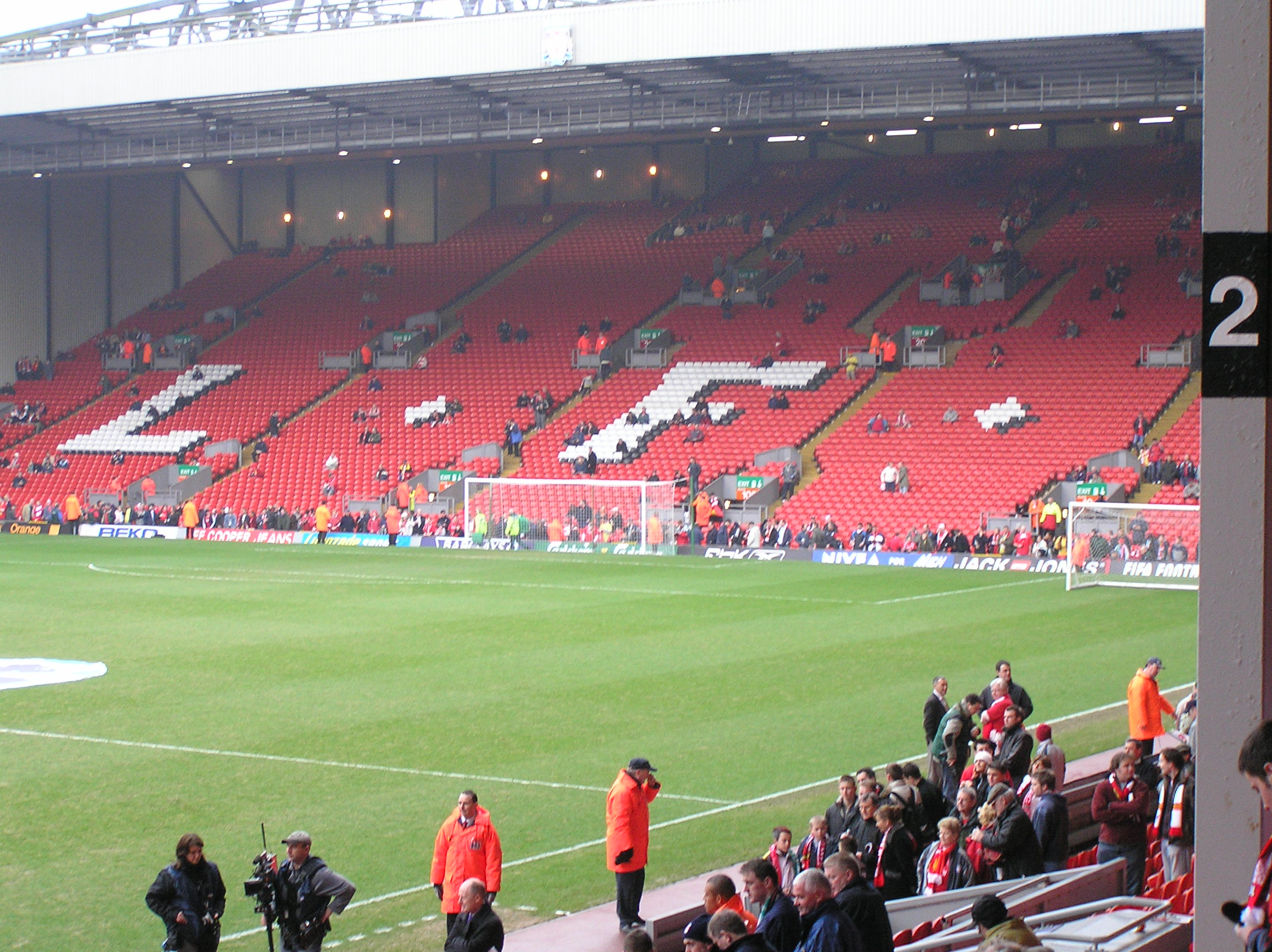
コップスタンド

## 入場者数

### 平均入場者数
- 2007-2008: 42,987 (プレミアリーグ)
- 2006-2007: 43,561 (プレミアリーグ)
- 2005-2006: 44,236 (プレミアリーグ)
- 2004-2005: 42,587 (プレミアリーグ)

### 最多入場者数
- 61,905人 (FAカップ 4回戦) リヴァプール 対 ウルヴァーハンプトン, 1952.2.02
- 44,983人 (プレミアリーグ) リヴァプール 対 トッテナム・ホットスパー, 2006.1.14 (全面座席改修後)